# Xã Montmorency, Quận Whiteside, Illinois
Xã Montmorency (tiếng Anh: Montmorency Township) là một xã thuộc quận Whiteside, tiểu bang Illinois, Hoa Kỳ. Năm 2010, dân số của xã này là 2.612 người.